# Erskine Hamilton Childers
Erskine Hamilton Childers, född 11 december 1905 i London, Storbritannien, död 17 november 1974 i Dublin, var Irlands president från juni 1973 till sin död i november 1974.